# Fonseca (La Guajira)
Fonseca es un municipio colombiano ubicado en el departamento de La Guajira, sobre una depresión en el valle del río Ranchería que atraviesa el municipio de oeste a este, entre la Sierra Nevada de Santa Marta y la Serranía del Perijá.

## Historia
Durante las expediciones españolas al territorio de La Guajira, las tropas que seguían el rastro a los indígenas que vivían en la Sierra Nevada de Santa Marta llegaron al valle del río Ranchería, donde construyeron algunos asentamientos aislados. Posteriormente, el catalán Agustín Fonseca y el italiano Agustín Parodi fundaron el 23 de diciembre de 1773 el actual poblado.
El 13 de junio de 1829, mediante Decreto n.º 1954, se constituyó el poblado en la categoría de municipio, en la jurisdicción de la Intendencia de La Guajira.

## Geografía
Hacia el occidente, el municipio tiene un terreno elevado con varios cerros en las estribaciones de la Sierra Nevada de Santa Marta; en el centro se presenta un terreno de llanura de valle en la cuenca del río Ranchería; y al oriente vuelve a elevarse el terreno sobre la Serranía del Perijá.

### Límites
- Norte: Municipio de Barrancas.
- Noroccidente: Municipio de Riohacha.
- Occidente: Municipio de Distracción.
- Sur: Municipio de San Juan del Cesar.
- Oriente: Venezuela, Estado Zulia.

## División Político-Administrativa
Además de su Cabecera municipal. Fonseca tiene bajo su jurisdicción los siguientes Centros poblados:
- Resguardo indígena de Mayabangloma
- Cardonal
- Conejo
- El Confuso
- El Hatico
- Guamachal
- Los Altos
- Los Toquitos
- Potrerito
- Quebrachal
- Sitionuevo

## Cultura
La cultura del municipio es típica de la Región Caribe de Colombia, con el carácter del sur de La Guajira, arraigada en el folclor de la música vallenata. El municipio de Fonseca celebra el Festival del Retorno con un festival vallenato.
Aunque no era nativo del municipio, el cantautor Carlos Huertas Gómez vivió por mucho tiempo en el municipio e hizo famoso a la región con sus cantos vallenatos, tanto así que fue conocido como "El Cantor de Fonseca", haciendo honor a una de sus más importantes composiciones. Algunos de sus artistas nativos más representativos en el folclor vallenato han sido Luis Enrique Martínez "El Pollo Vallenato", el cantautor Silvio Brito y José María "Chema" Gómez.
En el municipio también es tradicional "El Baile de la Colita Abierta y la Colita Cerrada" en ritmo de cumbiamba y usando los instrumentos del vallenato, acordeón, caja y guacharaca.

## Servicios públicos
- Energía Eléctrica: Air-e, del grupo EPM, es la empresa prestadora del servicio de energía eléctrica.
- Gas Natural: Gases de La Guajira es la empresa distribuidora y comercializadora de gas natural en el municipio.